# Mustafa Bumin
Mustafa Bumin (* 26. Mai 1940 im Landkreis Mucur / Provinz Kırşehir) ist ein türkischer Jurist und war von 2000 bis 2005 Präsident des türkischen Verfassungsgerichts.

## Laufbahn
Bumin absolvierte 1963 sein Studium an der juristischen Fakultät der Universität Ankara und wurde 1985 zum Mitglied des Staatsrats ernannt. Zwischen 1989 und 1992 war er ein ordentliches Mitglied des Hohen Rates der Richter und Staatsanwälte.
Am 2. November 1992 wurde er zum ordentlichen Mitglied des Verfassungsgerichts, 1998 zum Präsidenten des Kompetenzkonfliktgerichts und am 31. Mai 2000 zum Präsidenten des Verfassungsgerichts ernannt. Dieses Amt bekleidete er bis zum 26. Juni 2005.

## Bedeutung
Bumin war ein entschiedener Gegner der Aufhebung des Kopftuchverbots an türkischen Universitäten und befürwortete, dass auf lokaler Ebene auf Kurdisch gesendet werden könne, da dies nicht gegen die Verfassung verstoßen würde. Er vertrat aber gleichzeitig durch das Verbot der Halkın Demokrasi Partisi (HADEP) eine restriktive Linie gegenüber kurdischen Versuchen zur politischen Organisation.
Bumin war somit sowohl Verteidiger des laizistischen Staates als auch Verfechter einer vorsichtigen Öffnung gegenüber den Kurden. Er war vor allem auch an dem Prozess der Anpassung türkischen Rechts an EG-Richtlinien beteiligt, wie auch an einer engeren Zusammenarbeit zwischen deutschen und türkischen Gerichten.